# Palasport Comunale (Ortona)
Il Palasport Comunale è un'arena coperta di Ortona.

## Storia e descrizione
Il Palasport Comunale, dalla capienza di 1 200 posti, viene utilizzato sia per attività sportive, soprattutto come palestra e per gare di pallavolo e pallacanestro, sia per attività ludiche.
Il palazzetto ospita le gare interne della squadra di pallavolo maschile della Pallavolo Impavida Ortona e della squadra di pallacanestro maschile del We're Basket.